# Critérium Nant'Est
Le Critérium Nant'Est Entreprises est une course cycliste française disputée à Nantes, dans le département de Loire-Atlantique. Elle est organisée par le Nantes Doulon Vélo Sport.
L'édition 2020 est annulée en raison de la pandémie de Covid-19.

## Palmarès depuis 2010
| Année                          | Vainqueur           | Deuxième            | Troisième           |
| Critérium Nant'Est Entreprises |                     |                     |                     |
| ------------------------------ | ------------------- | ------------------- | ------------------- |
| 2010                           | Alexis Villain      | Thomas Waszkiewicz  | Mickaël Grossi      |
| 2011                           | Emmanuel Hutin      | David Sanchez       | Jean-Marc Runavot   |
| 2012                           | Bastien Dupé        | Emmanuel Hutin      | Emmanuel Cognet     |
| 2013                           | Ronan Dequippe      | Bertrand Goupil     | Julien Guay         |
| 2014,                          | Freddy Bichot       | Evaldas Šiškevičius | Tomasz Olejnik      |
| 2015                           | Maxime Le Montagner | Thibault Ferasse    | Ignatas Konovalovas |
| 2016,                          | Geoffrey Thévenez   | Julien Guay         | Antoine Gaudillat   |
| 2017                           | Damien Gaudin       | Kévin Francillette  | Nicolas David       |
| 2018                           | Valens Ndayisenga   | Kévin Fouache       | Damien Ridel        |
| Critérium Nant'Est             |                     |                     |                     |
| 2019                           | Cédric Delaplace    | Thibault Ferasse    | Frédéric Guillemot  |
| 2020                           | annulé              | annulé              | annulé              |